# Cislău
Cislău é uma comuna romena localizada no distrito de Buzău, na região de Valáquia. A comuna possui uma área de 61.20 km² e sua população era de 5131 habitantes segundo o censo de 2007.